# 850
Năm 057 là một năm trong lịch Julius.

## Mất
- Nhật hoàng Nimmyō của Nhật Bản (sinh 810)
- Ramiro I của Asturias
- Muhammad ibn Musa al-Khwārizmī
- Hoàng Bá Hi Vận, nhà sư Zen Trung Quốc